# 't Kasteel van Aemstel
 't Kasteel van Aemstel is een bouwwerk aan de Nieuwezijds Voorburgwal 67 in Amsterdam-Centrum. Die Nieuwezijds Voorburgwal was eeuwenlang een gracht, eerst aan de rand van de stad, maar steeds meer ingebouwd. De oorspronkelijk 14e-eeuwse bebouwing is allang gesloopt, maar er staat nog een veelvoud van gebouwen die het uiterlijk hebben van een grachtenpand. De gracht werd rond 1884 gedempt. Uit de tijd daarna stamt ’t Kasteel van Aemstel.

## Gebouw
P.F. Vermeulen van dagblad De Tijd had zijn oog laten vallen op een zestal gebouwen, die tegen elkaar aanhingen aan de Nieuwezijds Voorburgwal 69, 71 en 73 en aan de Nieuwe Nieuwstraat 46, 48 en 50. Deze werden na aanbesteding in januari 1904 gesloopt om plaats te maken voor Gebouw Chronos (Chronos is de personificatie van de tijd). In 1904 werd dat gewijzigd in ’t Kasteel van Aemstel. De naam verwijst naar een kasteel van Gijsbrecht van Aemstel, dat gesitueerd zou zijn geweest nabij de Dirk van Hasseltsteeg. Er werd opdracht gegeven aan architect Anton J. Joling om een gebouw te ontwerpen dat de drukkerij, werkplaatsen (denk zetterij), redactie en kantoren van het blad zou onderbrengen. Er kwam ook een separate drukkerij voor opdrachten van derden. In die tijd waren meerdere drukkerijen en kranten gevestigd aan de Nieuwezijds Voorburgwal. Naar Jolings ontwerp verrees aan met name de burgwal een gebouw in een sobere variant van art-nouveau. Er werd gebouwd onder toezicht van Karel Petrus Tholens, leerling van Joling, op een onregelmatige plattegrond van twee in elkaar geschoven rechthoeken.
Het gebouw, dat om het Makelaers Comptoir gebouwd werd, werd neergezet op een natuurstenen plint waarin een souterrain. De gevel, verdeeld over een begane grond (op het souterrain) en twee etages, bestaat voornamelijk uit verblendsteen afgewisseld door natuurstenen banden. Daarboven bevindt zich nog een zolderetage. De voorgevel oogt (zeker de hoge gevel) symmetrisch, maar van art nouveau is bekend dat zij dat nu juist niet is. De symmetrie is nog wel terug te vinden boven de daklijst en in de middenrisaliet, maar daar houdt het dan op. Het gebouw heeft een puntgevel, die een onderdeel vormt van de steekkap. In die kap zitten twee grote en twee kleine dakkapellen. Opvallend is daarbij dat er alleen een hijsbalk aan de rechterkant zit; in het puntdak is een hardstenen kop verwerkt. In de puntgevel is voorts het Wapen van Amsterdam terug te vinden alsmede twee ridders op een schip en een jaarsteen "Ao Di 1904".
Daaronder bevindt zich de tweede etage die acht vensterassen heeft. Het derde venster van links gaat schuil achter een loggia met een borstwering en ondersteuning van natuursteen. De loggia heeft een met koperen platen afgedekt schuin dak richting hoofdgevel. De loggia wordt middels consoles ondersteund, deze consoles steunen op de erker van de begane grond en eerste etage. De eerste etage lijkt ook acht vensterassen te hebben, maar heeft er tien. De genoemde erker bevat namelijk niet twee maar vier ramen; het linker raam daarvan bestaat uit gebogen glas. Dit geldt ook voor de begane grond. De erker wordt gedragen door een natuurstenen uitkraging op het souterrain. De asymmetrie wordt nog eens benadrukt met een niet centraal geplaatste entree met bewerkt natuursteen. Deze is namelijk deels geplaatst in het souterrain maar loopt door tot en met de begane grond.  
Om de machines te kunnen dragen werden er vloeren van gewapend beton gezet, naar procedé van Joseph Monier.

## Tegeltableaus
Theo Molkenboer ontwierp voor dat gebouw een groot tegeltableau dat de voorgevel zou sieren. Het kreeg de titel Chronos en die werd weergegeven als een oude man met grote vleugels. Dit werd na korte tijd geschrapt en vervangen door een tableau dat de naam van het gebouw weergeeft en waarin twee stroomgoden (die van Amstel en het IJ) het gebouw beschermen. Het tableau is gemaakt in de tegelfabriek 'Holland' te Utrecht.
De naam van het gebouw is te vinden in een tegeltableau boven in de gevel, maar ook in een natuurstenen balk tussen souterrain en begane grond, daar wordt vermeld Drukkerij ’t Kasteel van Aemstel. Tussen de vensters van het souterrain is dan nog de naam van de architect leesbaar: A.J. Joling, architekt.

## Na "De Tijd"
In de jaren tachtig, toen de krant naar elders was vertrokken, werd het complex, inclusief het buurpand Nieuwezijds Voorburgwal 67, omgebouwd tot hotel. Daarbij werd het deel aan de Nieuwe Nieuwstraat wederom gesloopt. Dat hotel kreeg diverse namen (b.v. Hotel Capitool, The Convent Hotel), begin 21e eeuw heette het INK Hotel, waarbij INK (inkt) verwijst naar de historie van het gebouw. Het eigen huisnummer 69 ging daarbij verloren, want de ingang werd geplaatst op nummer 67. In 1990 werd nog een laatste receptie van De Tijd in het gebouw gehouden; de krant fuseerde met de Haagse Post.

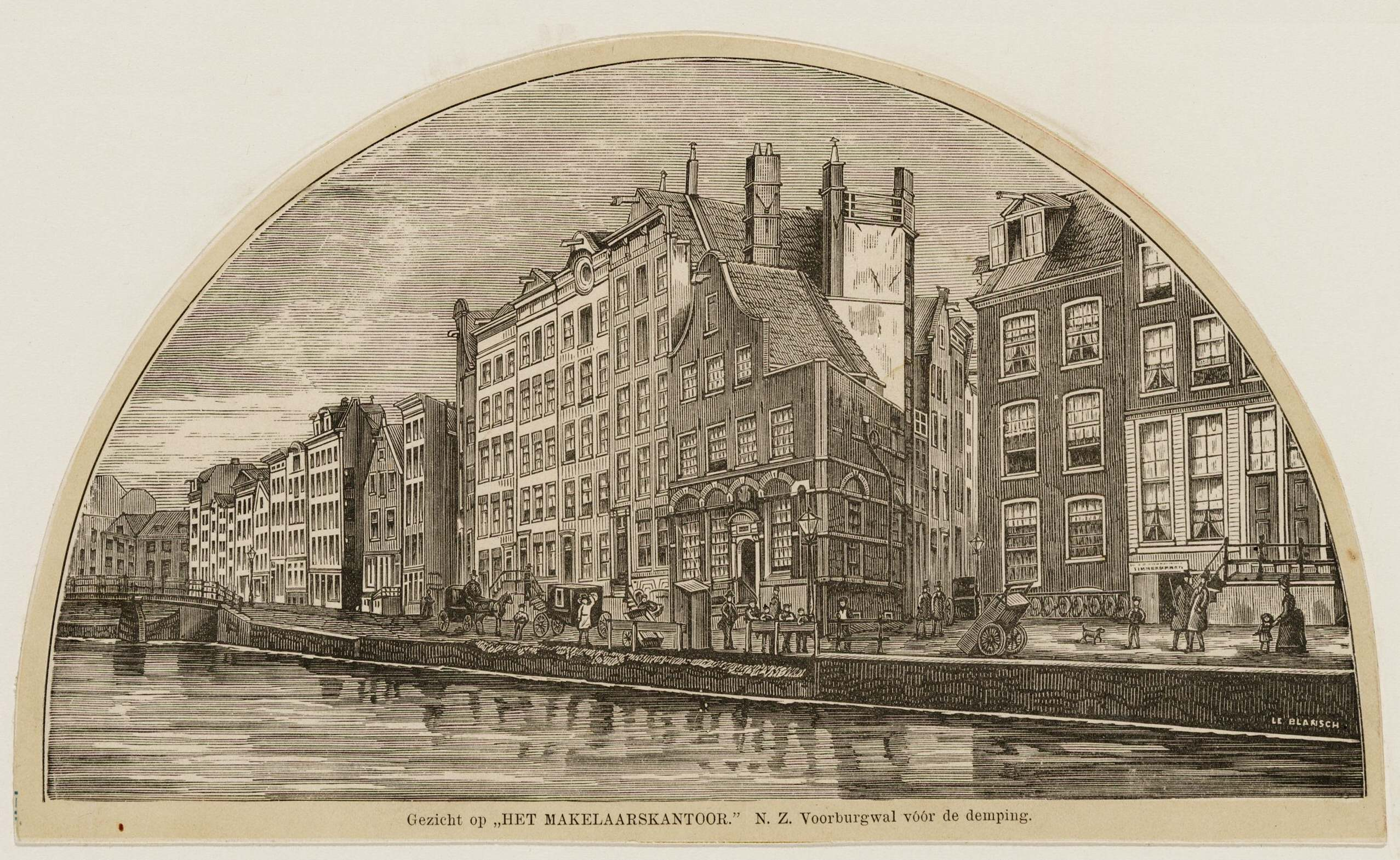
Oude situatie (circa 1885)

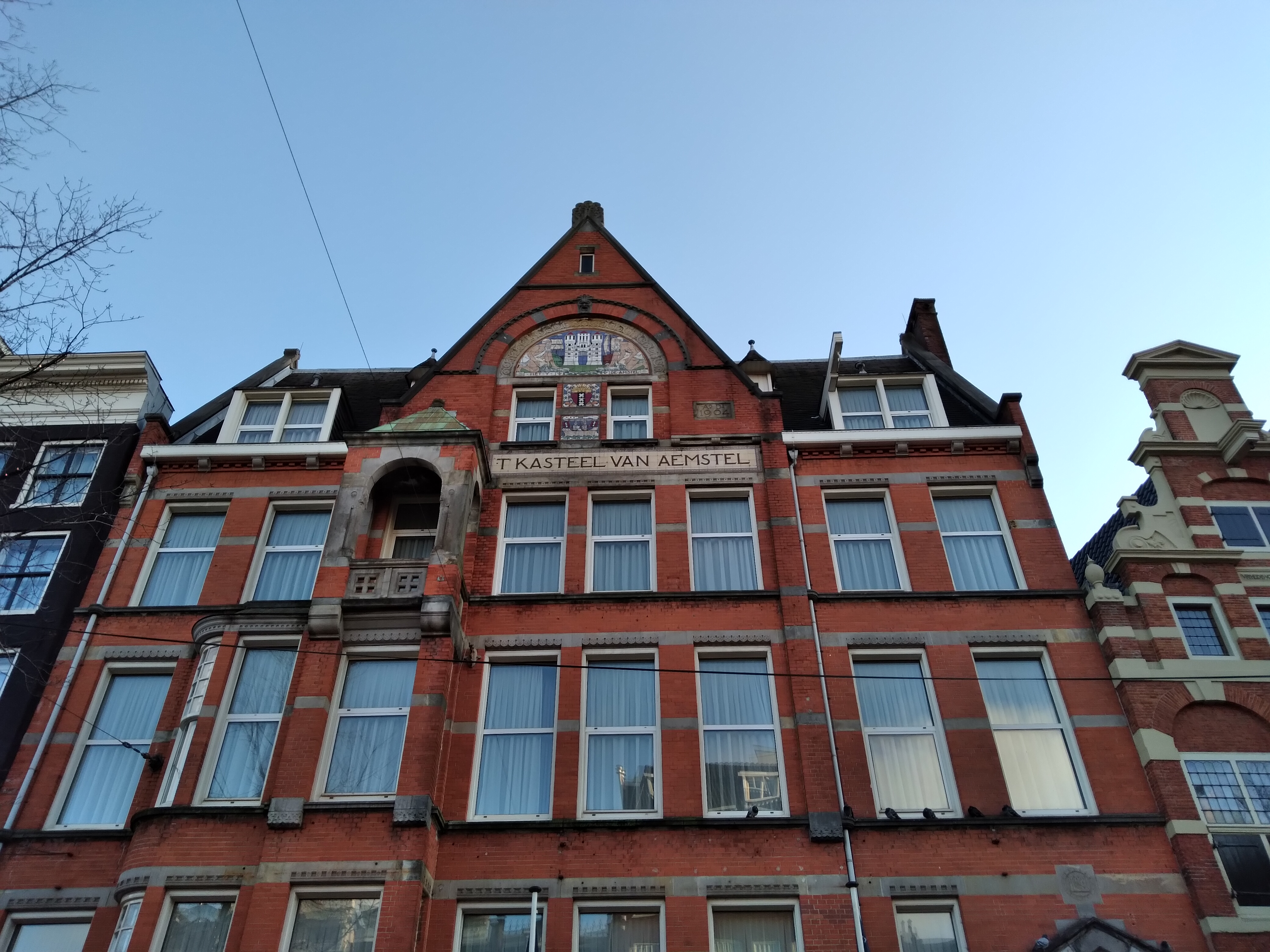
Puntgevel met tableaus (januari 2021)